# Olympische Sommerspiele 2016/Rudern – Doppelvierer (Frauen)
Der Ruderwettbewerb im Doppelvierer der Frauen im Rahmen der Ruderregatta der Olympischen Sommerspiele 2016 in Rio de Janeiro wurde vom 6. bis 11. August 2016 in der Lagune Rodrigo de Freitas ausgetragen. 28 Athletinnen in sieben Mannschaften traten an.
Der Wettbewerb, der über die olympische Ruderdistanz von 2000 Metern ausgetragen wurde, begann mit zwei Vorläufen. Die jeweils erstplatzierten Mannschaften qualifizierten sich direkt für das Finale, alle anderen mussten in den Hoffnungslauf. Hier qualifizierten sich die ersten vier von fünf Booten für das Finale. Im Finale am 11. August kämpften sechs Mannschaften um olympische Medaillen kämpfen. Das Finale musste wegen schlechter Wetterbedingungen um einen Tag verschoben werden.
Die jeweils für die nächste Runde qualifizierten Mannschaften sind hellgrün unterlegt.
Die deutschen Ruderinnen Annekatrin Thiele, Carina Bär, Julia Lier und Lisa Schmidla gewannen die Goldmedaille und bestätigten ihre Favoritenrolle in dem Wettbewerb. Im Finale führte jedoch lange die polnische Mannschaft, die schließlich die Bronzemedaille hinter der Niederländerinnen gewann. Die Titelverteidiger aus der Ukraine belegten in neuer Zusammensetzung Rang 4, der ebenfalls umbesetzte Weltmeister aus den Vereinigten Staaten den fünften Rang.

## Titelträger und Ausgangslage
| Olympiasieger (London 2012)                | Ukraine Kateryna Tarassenko, Natalija Dowhodko, Anastassija Koschenkowa, Jana Dementjewa |
| Weltmeister (Aiguebelette 2015)            | Vereinigte Staaten Amanda Elmore, Tracy Eisser, Megan Kalmoe, Olivia Coffey              |
| Europameister (Brandenburg 2016)           | Deutschland Annekatrin Thiele, Carina Bär, Marie-Cathérine Arnold, Lisa Schmidla         |
| Weltbestzeit (6:06,84 min, Amsterdam 2014) | Deutschland Annekatrin Thiele, Carina Bär, Julia Lier, Lisa Schmidla                     |

## Teilnehmer

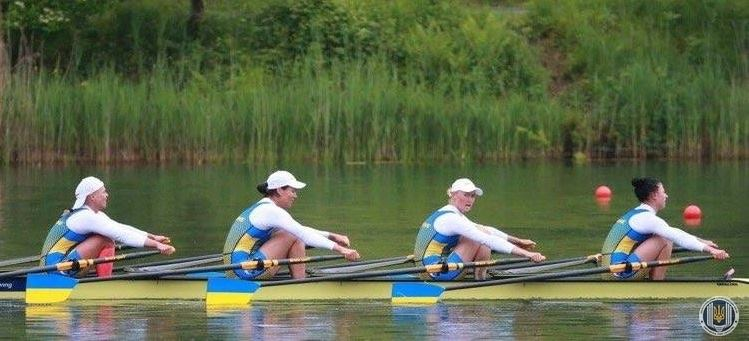
Der ukrainische Vierer bei der Qualifikationsregatta in Luzern

| Qualifikation                | Nation              | Mannschaft                                                                    |
| ---------------------------- | ------------------- | ----------------------------------------------------------------------------- |
| Weltmeisterschaften 2015     | Vereinigte Staaten  | Tracy Eisser Megan Kalmoe Grace Latz Adrienne Martelli                        |
| Weltmeisterschaften 2015     | Deutschland         | Carina Bär Julia Lier Lisa Schmidla Annekatrin Thiele                         |
| Weltmeisterschaften 2015     | Niederlande         | Chantal Achterberg Nicole Beukers Carline Bouw Inge Janssen                   |
| Weltmeisterschaften 2015     | Polen               | Monika Ciaciuch Maria Springwald Joanna Leszczyńska Agnieszka Kobus           |
| Weltmeisterschaften 2015     | Australien          | Jennifer Cleary Madeleine Edmunds Jessica Hall Kerry Hore                     |
| Internationale Qualifikation | Volksrepublik China | Zhang Ling Jiang Yan Wang Yuwei Zhang Xinyue                                  |
| Internationale Qualifikation | Ukraine             | Daryna Werchohljad Olena Burjak Anastassija Koschenkowa Jewhenija Nimtschenko |

## Vorläufe
Samstag, 6. August 2016

### Vorlauf 1
| Platz | Boot        | Besatzung                                     | Zeit (min) | Qualifikation |
| ----- | ----------- | --------------------------------------------- | ---------- | ------------- |
| 1     | Ukraine     | Werchohljad, Burjak, Koschenkowa, Nimtschenko | 6:35,48    | Finale        |
| 2     | Australien  | Cleary, Edmunds, Hall, Hore                   | 6:37,43    | Hoffnungslauf |
| 3     | Niederlande | Achterberg, Beukers, Bouw, Janssen            | 6:38,58    | Hoffnungslauf |
| 4     | China       | Zhang, Jiang, Wang, Zhang                     | 6:40,21    | Hoffnungslauf |

### Vorlauf 2
| Platz | Boot               | Besatzung                                | Zeit (min) | Qualifikation |
| ----- | ------------------ | ---------------------------------------- | ---------- | ------------- |
| 1     | Deutschland        | Bär, Lier, Schmidla, Thiele              | 6:30,86    | Finale        |
| 2     | Polen              | Ciaciuch, Springwald, Leszczyńska, Kobus | 6:33,43    | Hoffnungslauf |
| 3     | Vereinigte Staaten | Eisser, Kalmoe, Latz, Martelli           | 6:40,78    | Hoffnungslauf |

## Hoffnungslauf
Montag, 8. August 2016
| Platz | Boot               | Besatzung                                | Zeit (min) | Qualifikation |
| ----- | ------------------ | ---------------------------------------- | ---------- | ------------- |
| 1     | Niederlande        | Achterberg, Beukers, Bouw, Janssen       | 6:24,61    | Finale        |
| 2     | Polen              | Ciaciuch, Springwald, Leszczyńska, Kobus | 6:25,49    | Finale        |
| 3     | China              | Zhang, Jiang, Wang, Zhang                | 6:28,49    | Finale        |
| 4     | Vereinigte Staaten | Eisser, Kalmoe, Latz, Martelli           | 6:28,54    | Finale        |
| 5     | Australien         | Cleary, Edmunds, Hall, Hore              | 6:28,60    | –             |

## Finale
Mittwoch, 10. August 2016

Anmerkung: Ermittlung der Plätze 1 bis 6
| Platz | Boot               | Besatzung                                     | Zeit (min) |
| ----- | ------------------ | --------------------------------------------- | ---------- |
| 1     | Deutschland        | Bär, Lier, Schmidla, Thiele                   | 6:49,39    |
| 2     | Niederlande        | Achterberg, Beukers, Bouw, Janssen            | 6:50,33    |
| 3     | Polen              | Ciaciuch, Springwald, Leszczyńska, Kobus      | 6:50,86    |
| 4     | Ukraine            | Werchohljad, Burjak, Koschenkowa, Nimtschenko | 6:56,09    |
| 5     | Vereinigte Staaten | Eisser, Kalmoe, Latz, Martelli                | 6:57,67    |
| 6     | China              | Zhang, Jiang, Wang, Zhang                     | 6:59,45    |

### Weiteres Klassement ohne Finals
| Platz | Boot       | Besatzung                   | Zeit (min) |
| ----- | ---------- | --------------------------- | ---------- |
| 7     | Australien | Cleary, Edmunds, Hall, Hore | –          |